# Сиродо, Кристоф
Кристоф Сиродо (фр. Christophe Sirodeau; род. 6 августа 1970, Париж) — французский пианист и композитор.
Дебютировал на концертной сцене в 1982 году. Как пианист учился, прежде всего, у Евгения Малинина, в том числе на протяжении двух лет в Московской консерватории. Вынес из взаимодействия с русской фортепианной школой интерес к малоизвестным страницам российской музыки, записав уже в 1994 г. альбом с произведениями Самуила Фейнберга, Николая Рославца и Артура Лурье (а также Александра Скрябина). Особенно значимой стала для Сиродо музыка Фейнберга: в дальнейшем он также записал все его фортепианные сонаты (разделив их с Николаосом Самалтаносом), ряд других сольных пьес, альбом его песен (с финскими вокалистами Рииттой-Майей Ахонен и Сами Луттиненом), издана также концертная запись первого фортепианного концерта Фейнберга с Хельсинкским филармоническим оркестром под управлением Лейфа Сегерстама. В сборнике статей к 120-летию Фейнберга Кристофу Сиродо принадлежит обзорная статья об исполнении сочинений Фейнберга за пределами России. Произведения самого Сегерстама Сиродо также исполнял и записывал. Среди других важных авторов его репертуара — Никос Скалкотас и Виктор Ульман.
В области композиции Сиродо остался, главным образом, самоучкой, хотя и прошёл в Парижской консерватории курс музыкального анализа Алена Пуарье. Ему принадлежит семь симфоний (часть — с солирующими инструментами), разнообразная камерная и фортепианная музыка.